# Odanah
Odanah és una concentració de població designada pel cens dels Estats Units a l'estat de Wisconsin. Segons el cens del 2000 tenia 254 habitants.

## Demografia
Segons el cens del 2000, Odanah tenia 254 habitants, 94 habitatges, i 64 famílies. La densitat de població era de 63,7 habitants per km².
Dels 94 habitatges en un 37,2% hi vivien nens de menys de 18 anys, en un 18,1% hi vivien parelles casades, en un 39,4% dones solteres, i en un 30,9% no eren unitats familiars. En el 26,6% dels habitatges hi vivien persones soles el 10,6% de les quals corresponia a persones de 65 anys o més que vivien soles. El nombre mitjà de persones vivint en cada habitatge era de 2,7 i el nombre mitjà de persones que vivien en cada família era de 3,23.
Per edats la població es repartia de la següent manera: un 36,6% tenia menys de 18 anys, un 8,7% entre 18 i 24, un 27,2% entre 25 i 44, un 20,5% de 45 a 60 i un 7,1% 65 anys o més.
L'edat mediana era de 31 anys. Per cada 100 dones de 18 o més anys hi havia 64,3 homes.
La renda mediana per habitatge era de 25.156 $ i la renda mediana per família de 24.125 $. Els homes tenien una renda mediana de 25.000 $ mentre que les dones 19.063 $. La renda per capita de la població era de 9.950 $. Aproximadament el 23,9% de les famílies i el 29,7% de la població estaven per davall del llindar de pobresa.

## Poblacions més properes
El següent diagrama mostra les poblacions més properes.